# 貴田宏一
貴田 宏一（きだ こういち、1934年8月12日 - ）は、岡山県出身の元ボートレーサー。

## 来歴
1957年7月31日の第3回モーターボート記念競走（びわこ）をレース史上最年少の22歳で制し、四大特別競走・SG級レース初優勝を果たす。
1972年と1973年には戸田の周年記念を連覇し 、1977年5月8日の第4回笹川賞競走（住之江）優勝戦ではインから加藤峻二と1マーク1対1の形に持ち込み2着に入った。
1981年5月8日の第8回笹川賞競走（住之江）でSG級3勝目を挙げる。彦坂郁雄と吉田重義のフライング、3連覇に挑んだ中道善博、勝負師北原友次は準優勝戦で脱落して迎えた優勝戦で岡本義則・浅香登を抑え、46歳にしてまくり圧勝を決める。1962年の第8回全国地区対抗競走（若松）以来18年8ヶ月ぶりの優勝となり、松尾泰宏の17年7ヶ月ぶりを抜いたほか、2023年現在も破られていない。
思い切りのいいスタートで、フライングも多かったが名勝負の請負人でもあった。
岩口昭三・井上利明と共に、平均スタートタイムが0.25という時代に0.17前後が普通であった。
2007年、ボートレースのマイスターに選ばれた。

## 獲得タイトル
※太字は四大特別競走を含むSG級レース
- 1957年 - 第3回モーターボート記念競走（びわこ）
- 1962年 - 第8回全国地区対抗競走（若松）
- 1965年 - 福岡開設12周年記念競走
- 1966年 - 若松開設14周年記念競走、津開設14周年記念競走
- 1972年 - 戸田開設16周年記念競走
- 1973年 - 戸田開設17周年記念競走
- 1974年 - 丸亀開設22周年記念競走
- 1981年 - 第8回笹川賞競走（住之江）